# السعودية في الألعاب الأولمبية الصيفية 1984
نافست السعودية في دورة الألعاب الأولمبية الصيفية 1984 في لوس أنجلوس، الولايات المتحدة الأمريكية.شارك حوالي 37 منافس وكان جميعهم رجال، في 11 أحدث في 5 رياضات مختلفة.

## النبالة
شاركت السعودية لأول مرة في تاريخها الأولمبي في منافسات النبالة، ومثّلت بثلاث رياضيين.
منافسات فردي الرجال:
- منصور حميد – 1998 نقطة (← المركز الـ59)
- فيصل البسام – 1993 نقطة (← المركز الـ61)
- يوسف جودت – 1716 نقطة (← المركز الـ62)

## ركوب الدراجات
مُثّلت السعودية بستة رياضيين.
ركوب الدراجات في الألعاب الأولمبية الصيفية 1984 – رجال فردي سباق الطريق ‏
- عبد الله الشايع — لم ينهي السباق (← لا ترتيب)
- حسن العبسي — لم ينهي السباق (← لا ترتيب)
- على الغزاوي — لم ينهي السباق (← لا ترتيب)
- علي الشنقيطي — لم ينهي السباق (← لا ترتيب)

سباق الدراجات الهوائية في الألعاب الأولمبية الصيفية 1984 - سباق الطريق ضد الساعة للفرق ‏
- حسن العبسي
- أحمد الصالح
- علي الشنقيطي
- رجب مقبل

## مبارزة السلاح
مُثّلت السعودية بسبعة رياضيين.
مبارزة سيف الشيش في الألعاب الأولمبية الصيفية 1984 – رجال رقائق ‏
- ماجد عبد الرحيم
- خالد فهد الرشيد
- عبد الله الزوايد

مبارزة سيف الشيش في الألعاب الأولمبية الصيفية 1984 – رجال دون سيف ‏
- جميل محمد
- محمد أحمد أبو علي
- راشد فهد الرشيد

مبارزة سيف الشيش في الألعاب الأولمبية الصيفية 1984 – فريق رجال دون سيف ‏
- محمد أحمد أبو علي، راشد فهد الرشيد، جميل محمد، نصار الدوسري

## كرة القدم
رجال
- الدور التمهيدي (المجموعة الثالثة)

| م | الفريق          | لعب | ف | ت | خ | أ.له | أ.ع | أ.ف | نقاط | التأهل            |
| - | --------------- | --- | - | - | - | ---- | --- | --- | ---- | ----------------- |
| 1 | البرازيل        | 3   | 3 | 0 | 0 | 6    | 1   | +5  | 6    | تأهل لربع النهائي |
| 2 | ألمانيا الغربية | 3   | 2 | 0 | 1 | 8    | 1   | +7  | 4    | تأهل لربع النهائي |
| 3 | المغرب          | 3   | 1 | 0 | 2 | 1    | 4   | −3  | 2    |                   |
| 4 | السعودية        | 3   | 0 | 0 | 3 | 1    | 10  | −9  | 0    |                   |

| البرازيل                                    | 3–1            | السعودية          |
| ------------------------------------------- | -------------- | ----------------- |
| غيلمار بوبكا 12' · سيلفينهو 50' · دونغا 59' | تقرير المباراة | ماجد عبد الله 69' |

| المغرب   | 1–0            | السعودية |
| -------- | -------------- | -------- |
| ميري 72' | تقرير المباراة |          |

| السعودية | 0–6            | ألمانيا الغربية                                                     |
| -------- | -------------- | ------------------------------------------------------------------- |
|          | تقرير المباراة | شريير 8'، 66' · رودولف بومر 22'، 72' · أوفه ران 24' · فرانك ميل 32' |

- التشكيلة:

المدير الفني: خالد الزياني
| الرقم | المركز | اللاعب             | تاريخ الميلاد  | العمر | المباريات الدولية | النادي   | مباريات البطولة | البطولة أهداف | دقائق اللعب | تبديل (خروج) | تبديل (دخول) | بطاقات أصفر/أحمر |
| ----- | ------ | ------------------ | -------------- | ----- | ----------------- | -------- | --------------- | ------------- | ----------- | ------------ | ------------ | ---------------- |
| 1     | GK     | محمد الحسين        | 10 أبريل 1960  | 24    | ?                 | الشباب   | 3               | 0             | 270         | 0            | 0            | 0                |
| 2     | DF     | سامي جاسم          | 11 مارس 1965   | 19    | ?                 | الاتفاق  | 3               | 0             | 250         | 1            | 0            | 0                |
| 3     | DF     | حسين البيشي        | 13 نوفمبر 1966 | 17    | ?                 | الهلال   | 3               | 0             | 270         | 0            | 0            | 1                |
| 4     | DF     | سمير عبدالشكور     | 12 مايو 1960   | 24    | ?                 | أحد      | 3               | 0             | 262         | 0            | 0            | 2 1              |
| 5     | DF     | عبد الله فرج مسعود | 20 أكتوبر 1960 | 23    | ?                 | الهلال   | 2               | 0             | 121         | 0            | 1            | 0                |
| 6     | DF     | أحمد البيشي        | 10 سبتمبر 1965 | 18    | ?                 | القادسية | 3               | 0             | 270         | 0            | 0            | 0                |
| 7     | MF     | شايع النفيسة       | 20 مارس 1962   | 22    | ?                 | الكوكب   | 2               | 0             | 71          | 1            | 1            | 0                |
| 8     | MF     | أحمد بايزيد        | 4 فبراير 1959  | 25    | ?                 | الاتحاد  | 1               | 0             | 90          | 0            | 0            | 0                |
| 9     | FW     | ماجد عبد الله      | 1 نوفمبر 1959  | 24    | ?                 | النصر    | 3               | 1             | 270         | 0            | 0            | 0                |
| 10    | MF     | فهد المصيبيح       | 4 أبريل 1961   | 23    | ?                 | الهلال   | 3               | 0             | 270         | 0            | 0            | 0                |
| 11    | FW     | محيسن الجمعان      | 6 أبريل 1966   | 18    | ?                 | النصر    | 3               | 0             | 248         | 1            | 0            | 0                |
| 12    | MF     | سلمان الدوسري      | 10 نوفمبر 1963 | 20    | ?                 | الاتفاق  | 1               | 0             | 58          | 0            | 1            | 0                |
| 13    | FW     | محمد عبد الجواد    | 11 يونيو 1962  | 21    | ?                 | الأهلي   | 3               | 0             | 212         | 1            | 0            | 0                |
| 14    | FW     | صالح خليفة         | 2 مايو 1954    | 30    | ?                 | الاتفاق  | 3               | 0             | 198         | 1            | 1            | 0                |
| 15    | DF     | نواف الخميس        | 14 يونيو 1961  | 23    | ?                 | الشباب   | 0               | 0             | 0           | 0            | 0            | 0                |
| 16    | FW     | عمر باخشوين        | 7 أغسطس 1962   | 21    | ?                 | الاتفاق  | 2               | 0             | 110         | 0            | 1            | 0                |
| 21    | GK     | عبد الله الدعيع    | 1 ديسمبر 1961  | 22    | ?                 | الطائي   | 0               | 0             | 0           | 0            | 0            | 0                |

## الرماية
مٌثّلت السعودية بستة رياضيين.
مسدس سريع 25 متر – رجال
- صفق العنزي — (← المركز الـ46م)
- سيد العسيبي — (← المركز الـ50)

مسدس حر 50 متر – رجال
- مناحي المطيري — (← المركز الـ48)

مسدس هوائي 10 متر – رجال
- خوالد الحارثي — (← المركز الـ50)

بندقية فوهة صغيرة رقود 50 متر – رجال
- طلاق العتيبي — (← المركز الـ52م)
- عبد الله العصيمي — (← المركز الـ55م)

## روابط خارجية
- التقارير الأولمبية الرسمية